# Țopa, Mureș
Țopa este un sat în comuna Albești din județul Mureș, Transilvania, România.

## Imagini

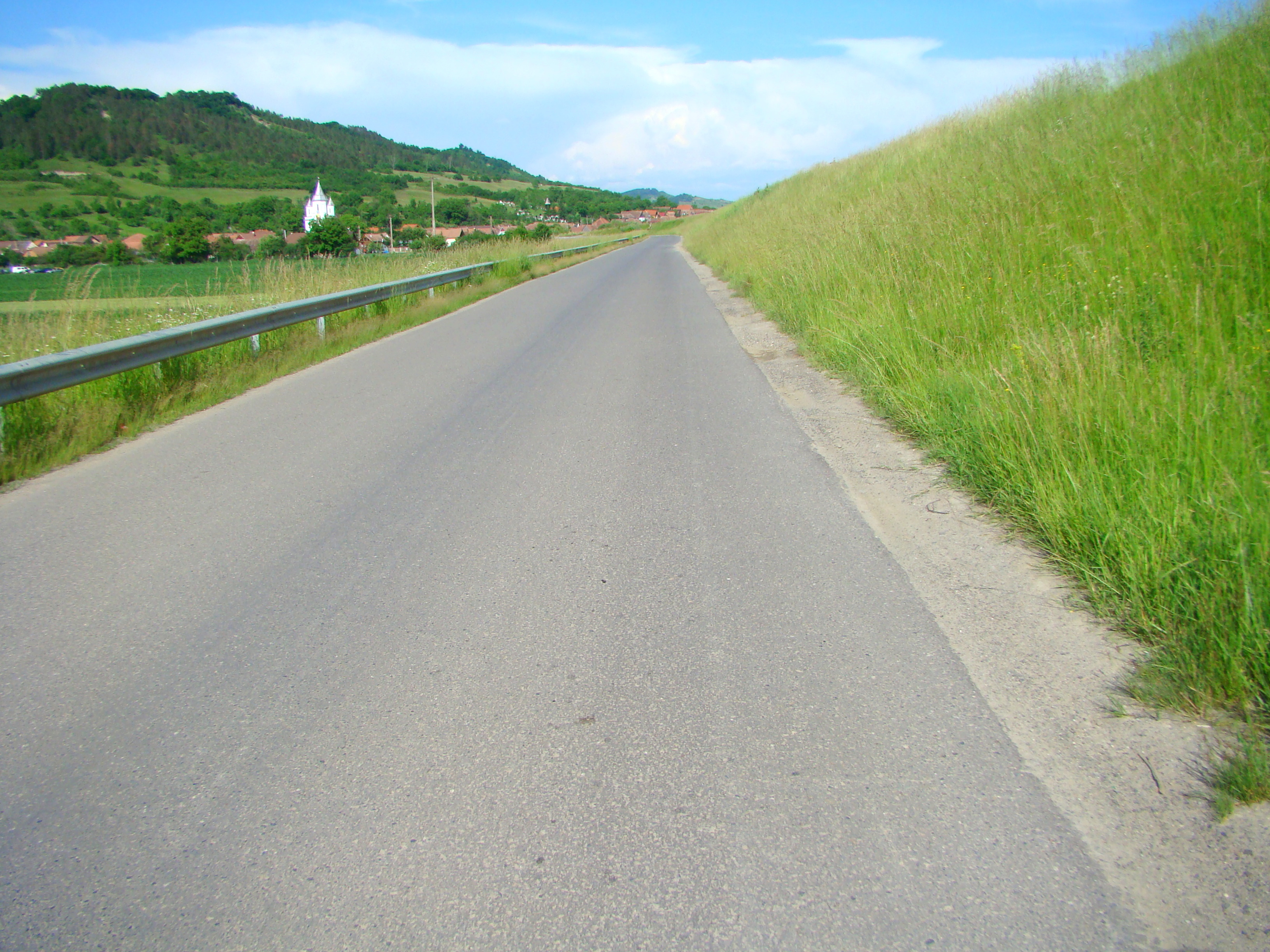
Drumul Albești-Țopa
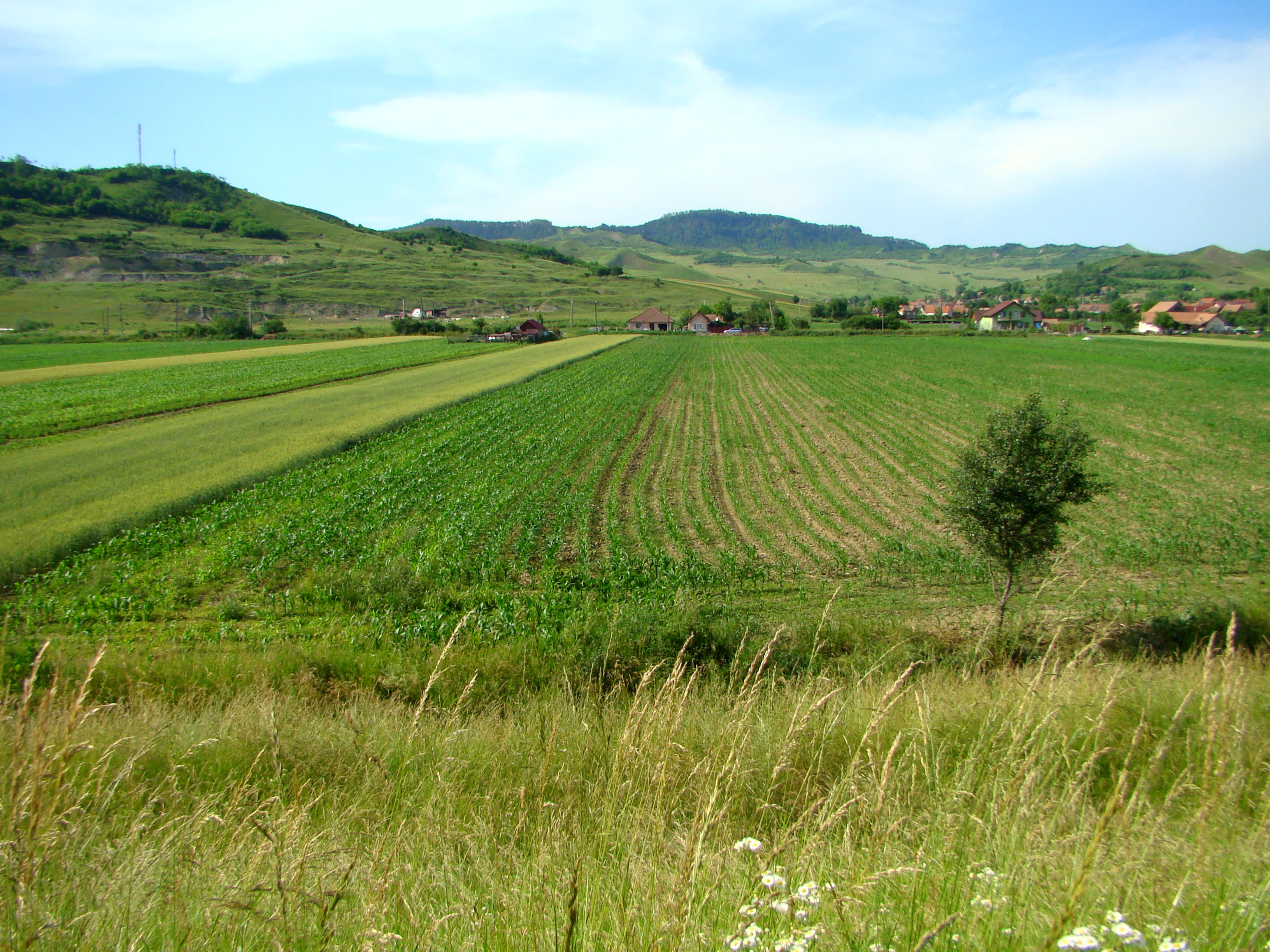
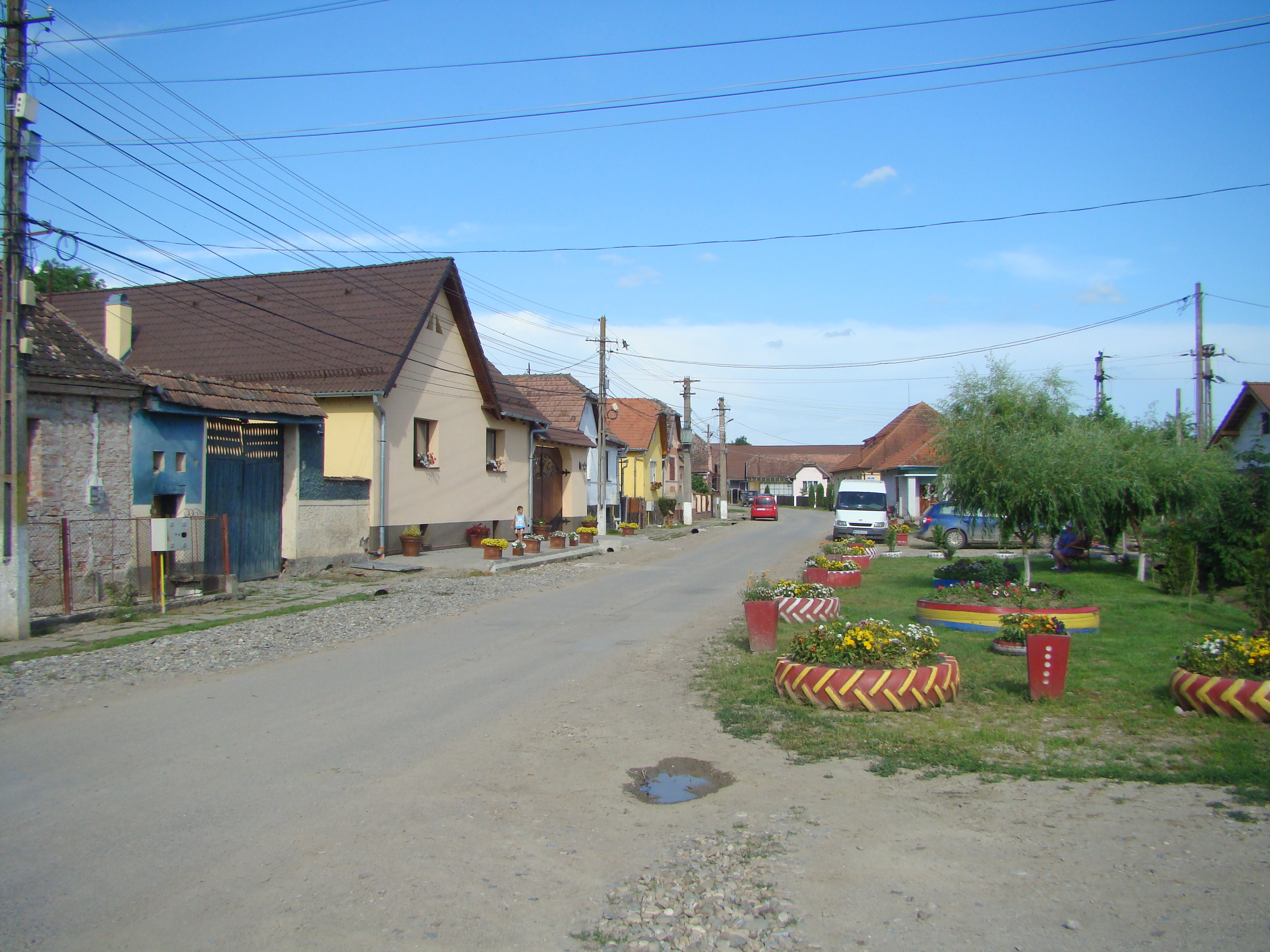
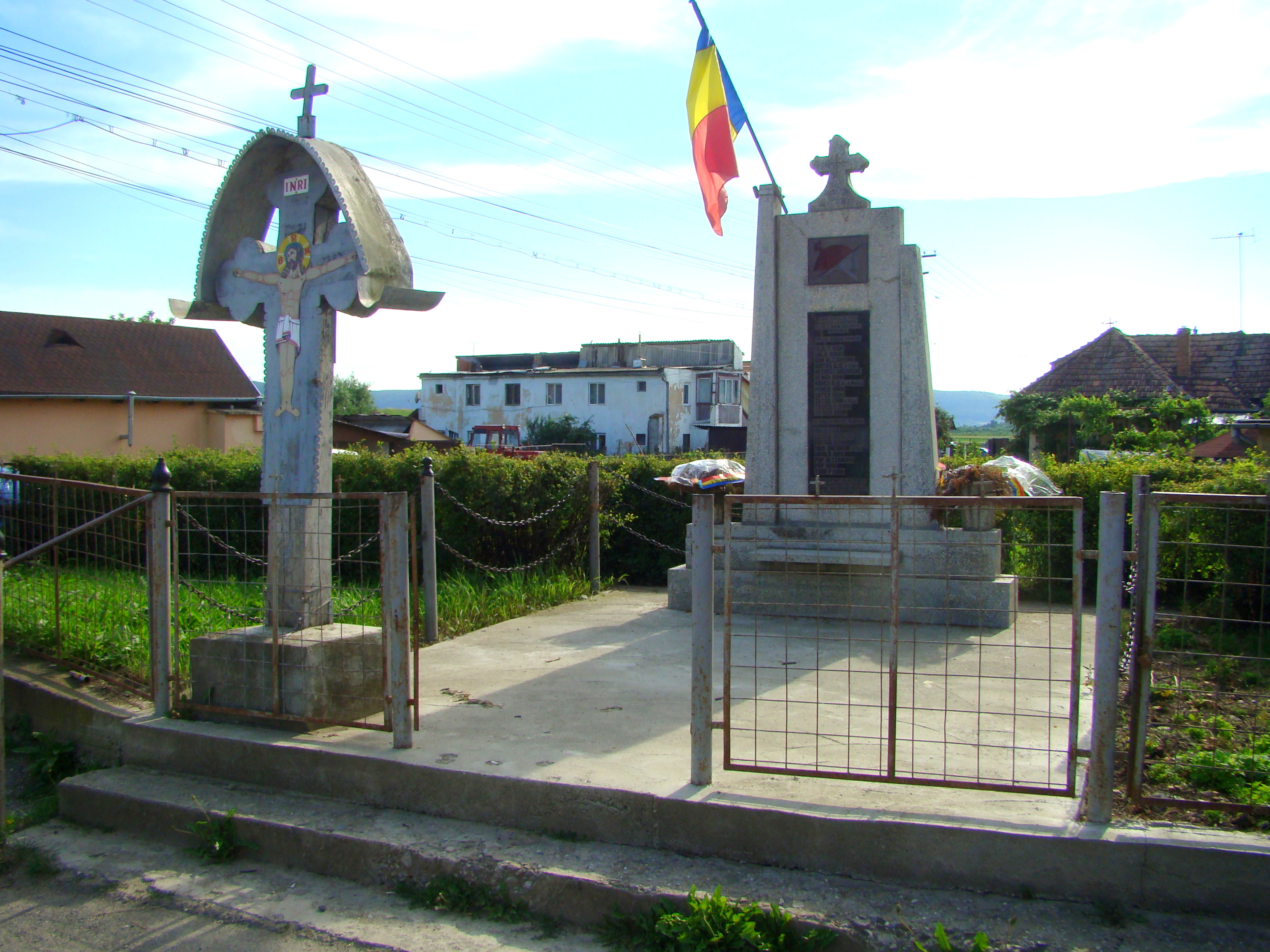
Monumentul eroilor
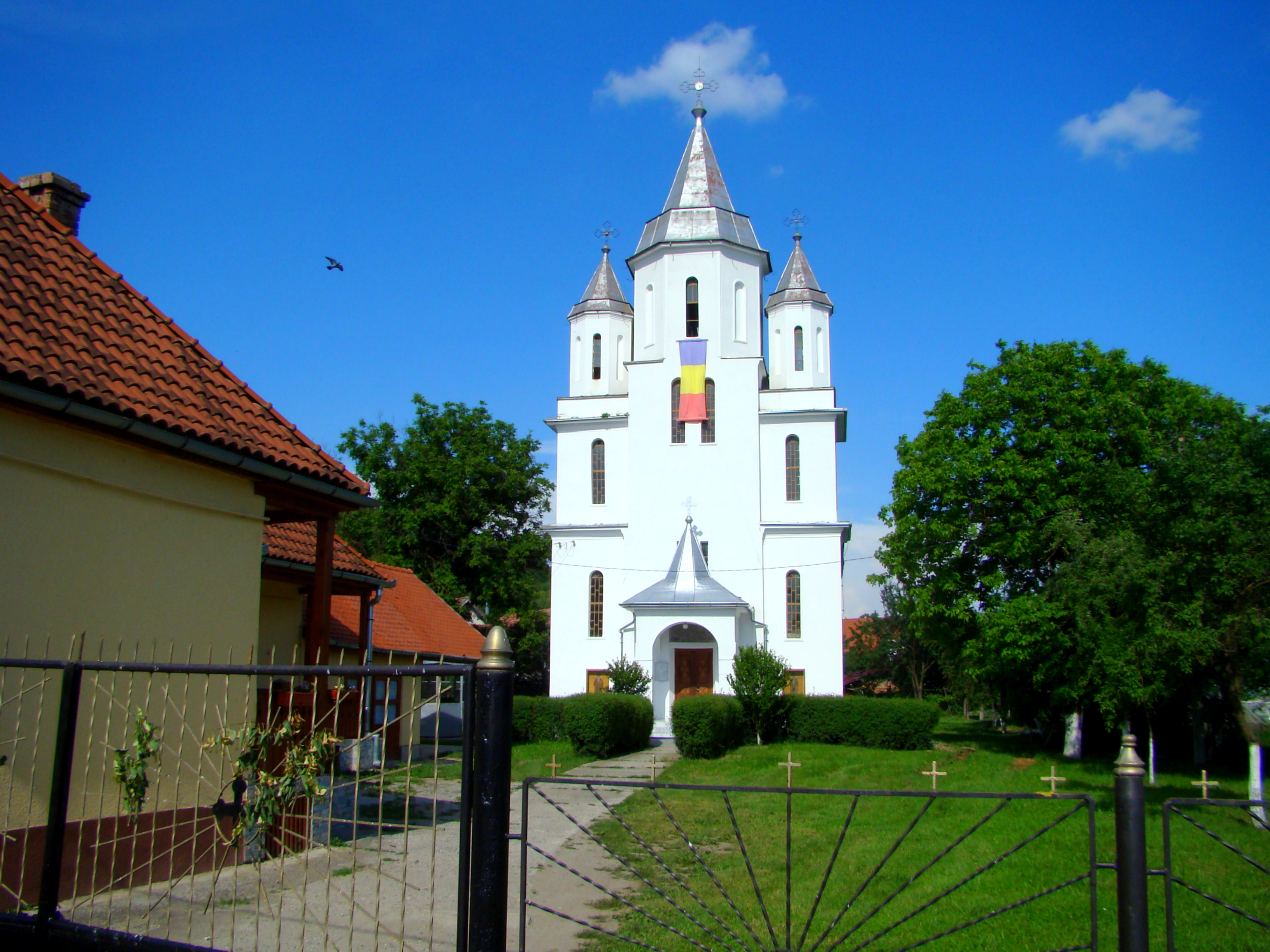
Biserica „Sfinții Ierarhi Ilie Iorest și Sava Brancovici”
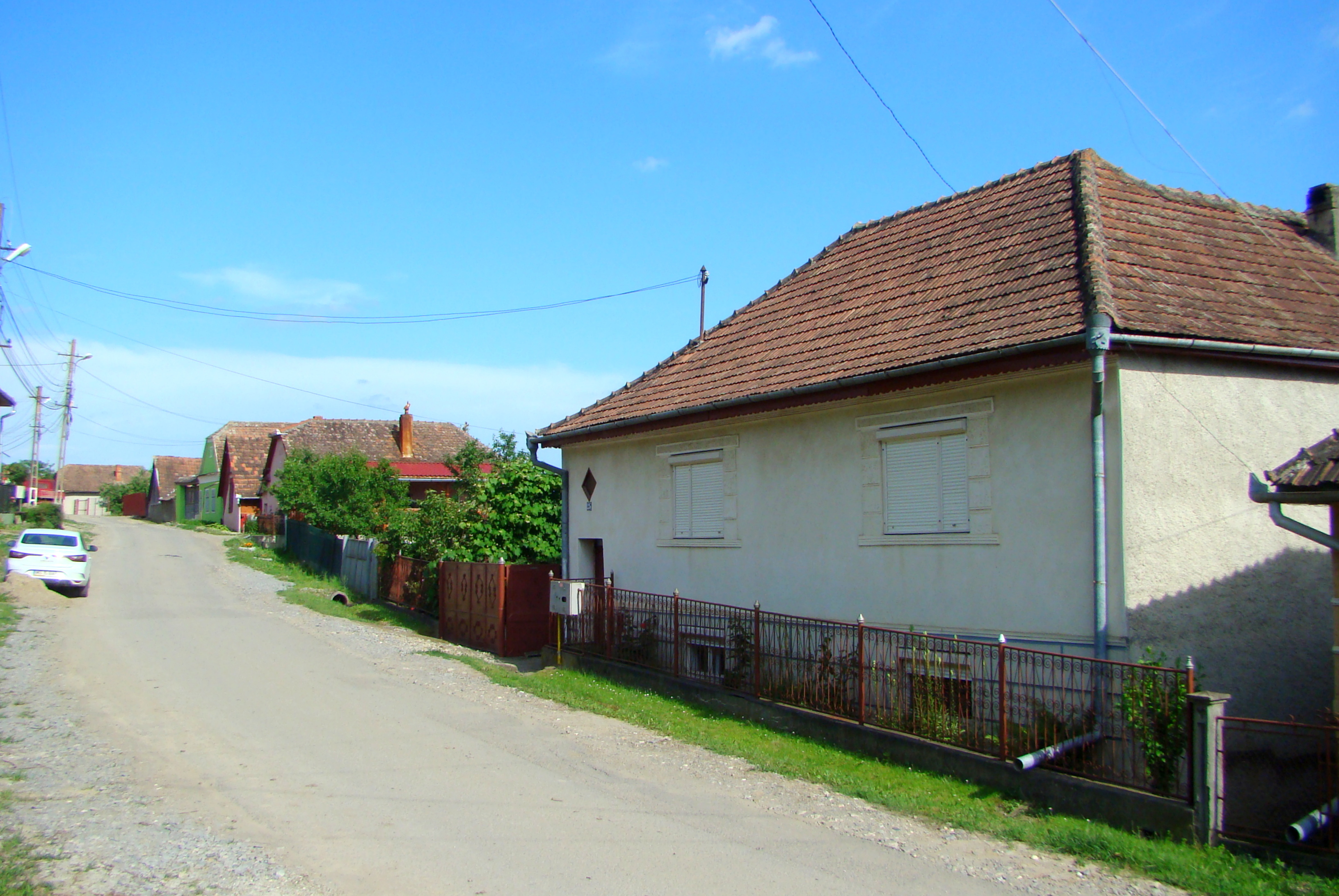
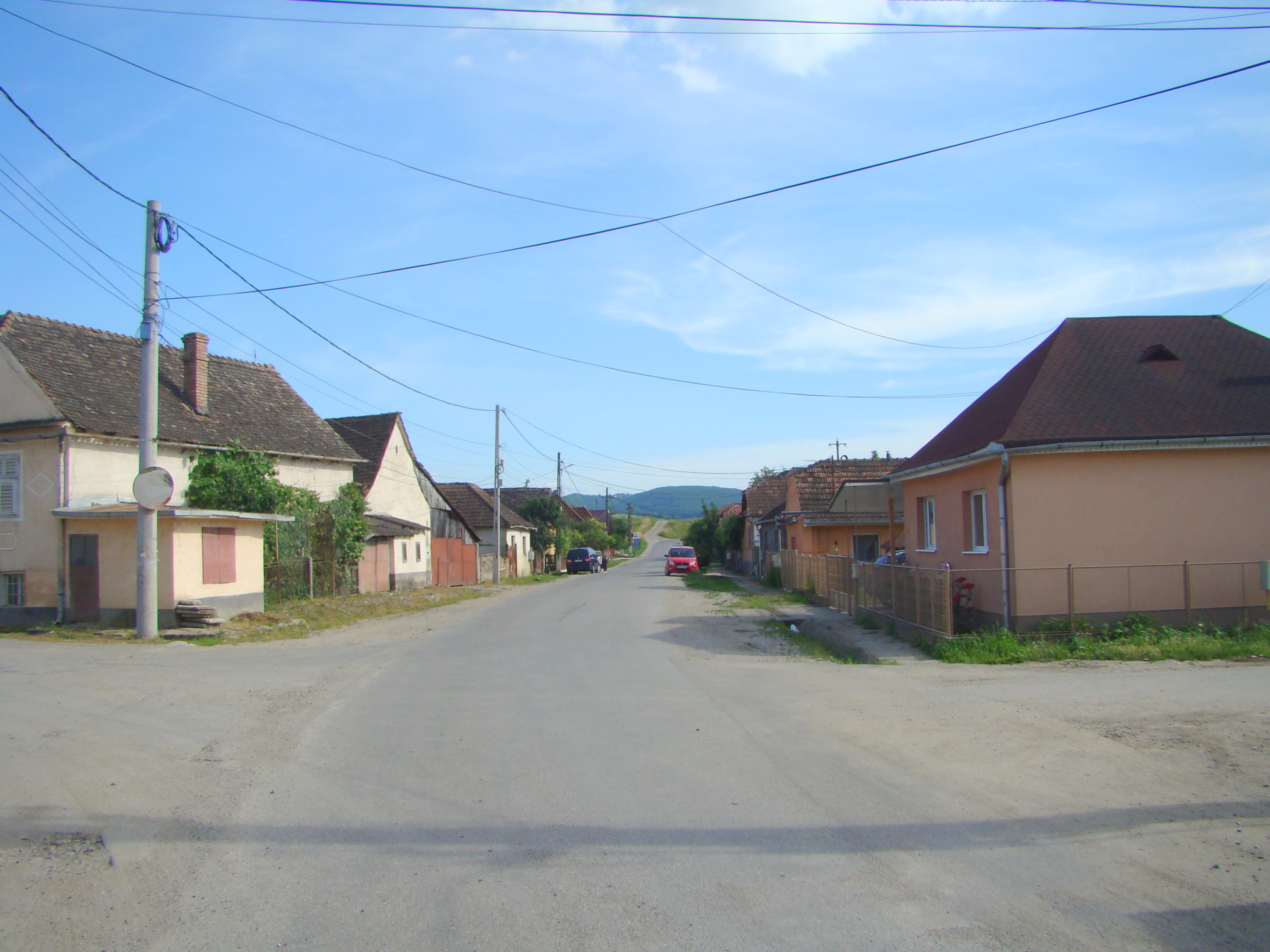
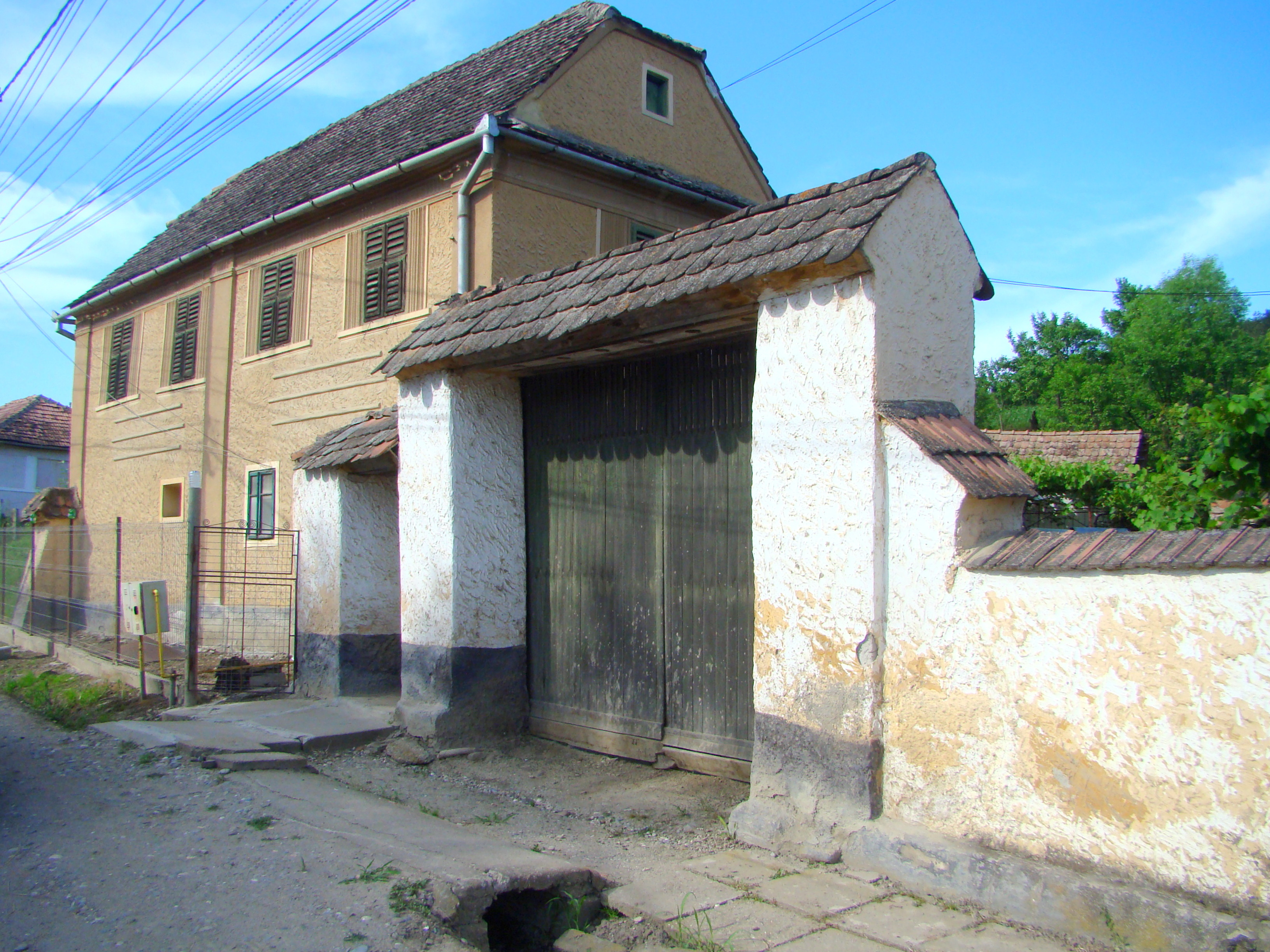
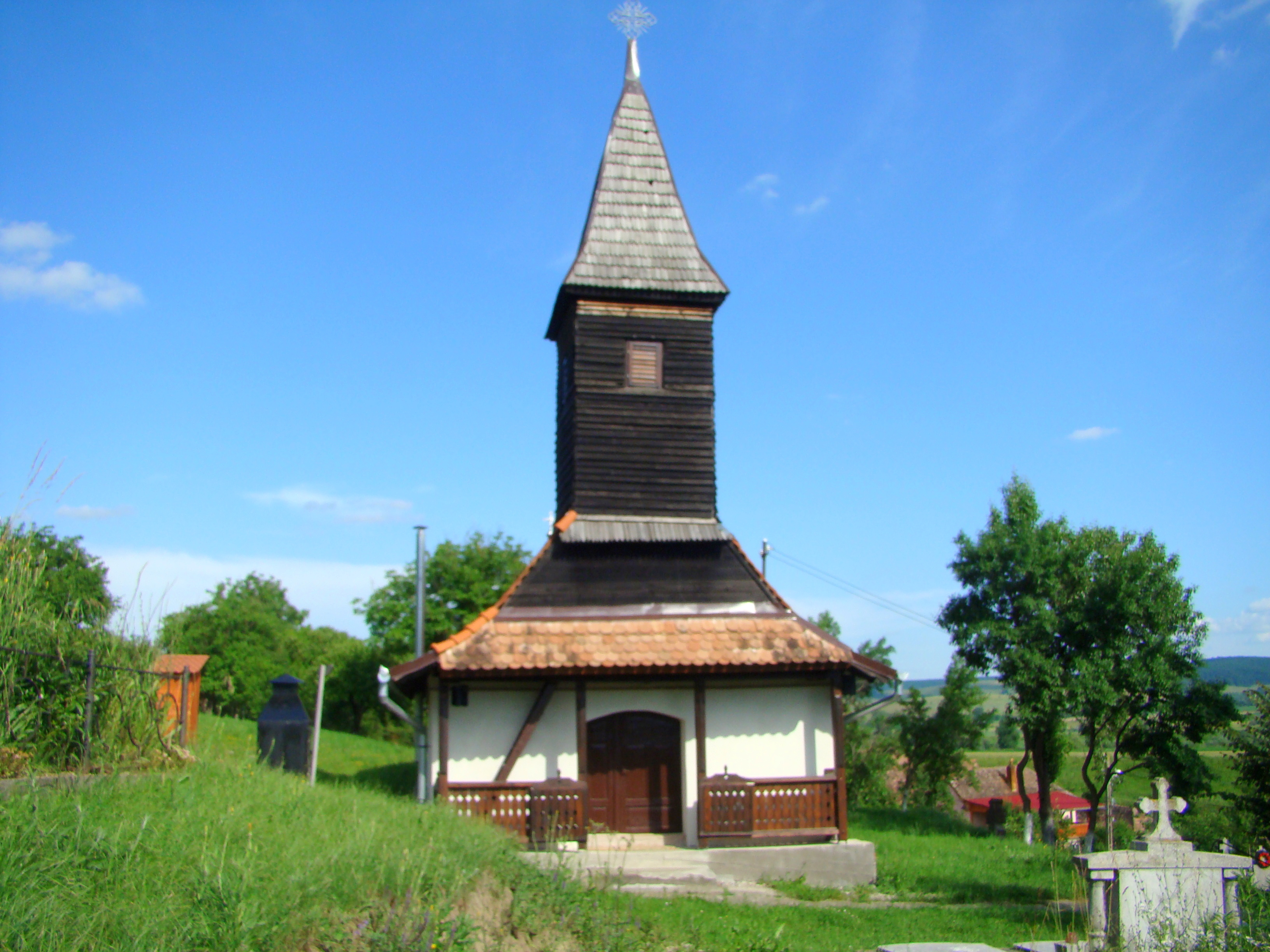
Biserica de lemn din Țopa
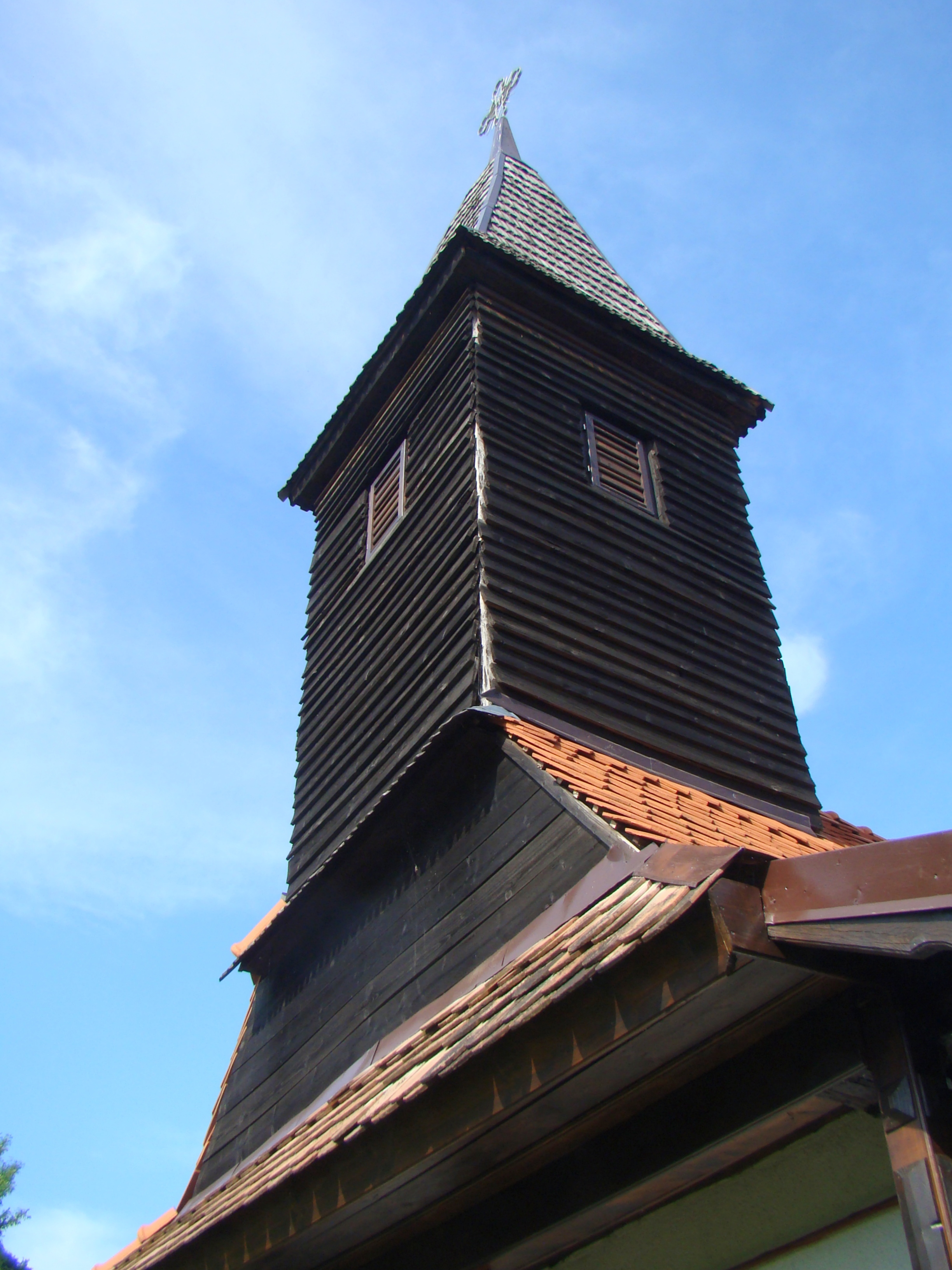
Turnul
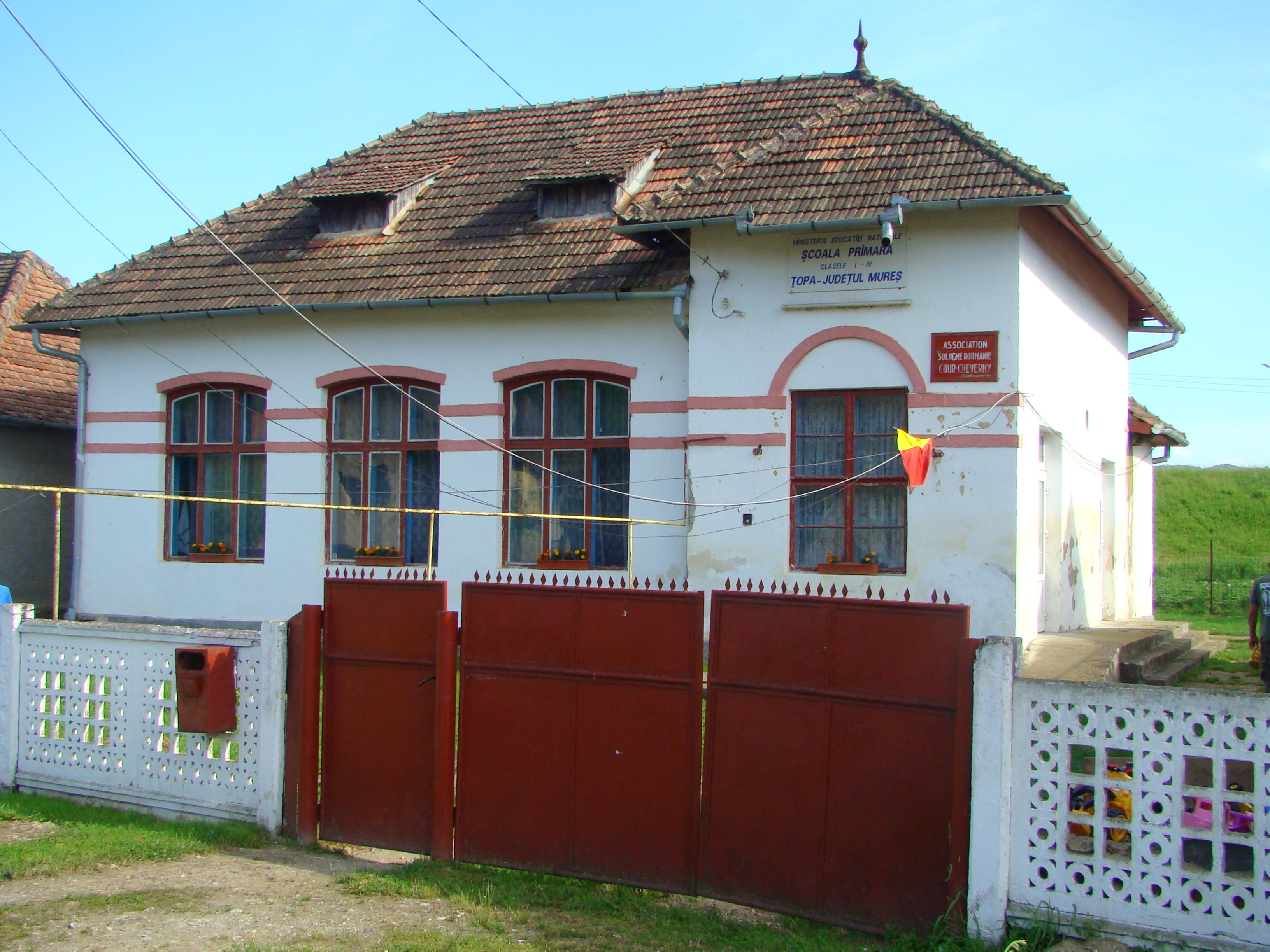
Școala primară
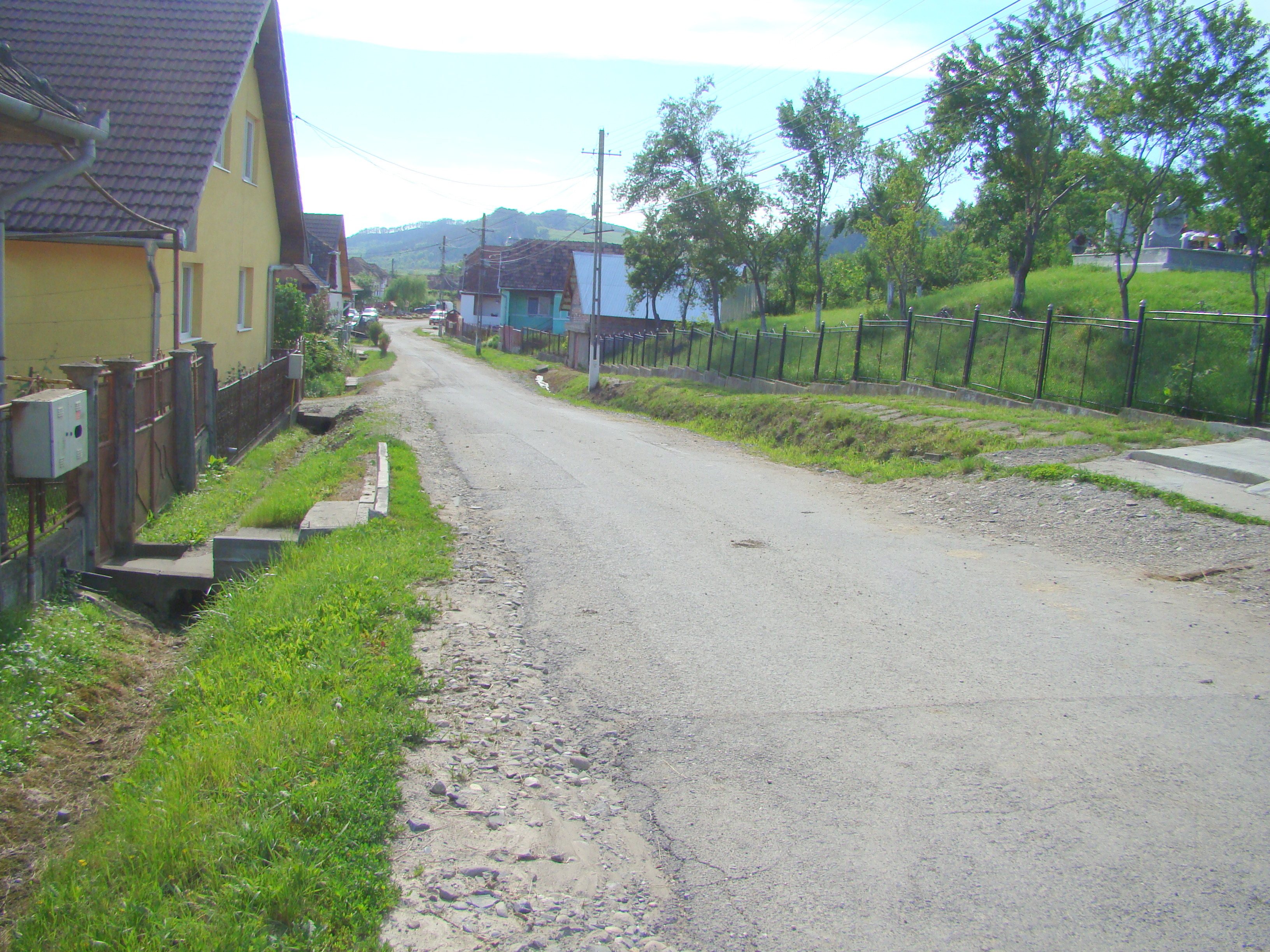